# Авиано
Авиа̀но (на италиански: Aviano; на фриулски: Daviàn, Давиан) е град и община в Северна Италия, провинция Порденоне, автономен регион Фриули-Венеция Джулия. Разположен е на 159 m надморска височина. Населението на общината е 9270 души (към 2010 г.).
В общинската територия се намира важна военна авиобаза, ръководена от Военновъздушните сили на САЩ.